# Macrostylis capito
Macrostylis capito är en kräftdjursart som beskrevs av Boris Vladimirovich Mezhov1989. Macrostylis capito ingår i släktet Macrostylis och familjen Macrostylidae. Inga underarter finns listade i Catalogue of Life.